# Kai Schöneberg
Kai Schöneberg (* 2. August 1968) ist ein deutscher Journalist. Seit Mai 2012 leitet er gemeinsam mit Beate Willms das Ressort Wirtschaft und Umwelt der Tageszeitung die tageszeitung (taz) in Berlin.
Nach dem Abitur 1987 in Bonn studierte Schöneberg Geschichte, Politikwissenschaften und Romanistik in Bonn sowie an der Freien Universität Berlin. Anschließend war er ab 1995 Redakteur bei den Costa Blanca Nachrichten in Spanien in der Provinz Alicante. Von 1998 bis 2001 war er Politikredakteur und Fernsehkoordinator bei der Zeitschrift Superillu. Von 2001 bis 2009 arbeitete er das erste Mal für die taz als Redakteur in Bremen und als Niedersachsen-Korrespondent. Danach war er als Blattmacher und Redakteur Seite 1 für die Financial Times Deutschland tätig. Seit 2012 ist er wieder bei der taz.